# TÜV
TÜV (abreviatura d'alemany: Technischer Überwachungsverein, català: Associació d'Inspecció Tècnica) són empreses de serveis independents i actives a nivell internacional d'Alemanya i Àustria que proven, inspeccionen i certifiquen sistemes tècnics, instal·lacions i objectes de tota mena per tal de minimitzar els perills i prevenir danys. Les empreses TÜV estan organitzades en tres grans societats holding, TÜV Nord, TÜV Rheinland i TÜV SÜD (amb TÜV Hessen), juntament amb les empreses independents més petites TÜV Thüringen, TÜV Saarland i TÜV Austria.

## Història
Amb l'augment del nombre i l'eficiència de les màquines de vapor durant la Revolució Industrial, hi va haver cada cop més accidents causats per l'explosió (o més precisament, l'esclat) de les calderes. Després de l'explosió de la caldera a la Mannheim Aktienbrauerei el gener de 1865, es va desenvolupar la idea de sotmetre les calderes a inspeccions regulars de forma voluntària, com ja es feia a la Gran Bretanya. Vint propietaris de calderes de Baden es van unir als plans i finalment van fundar la Gesellschaft zur Überwachung und Versicherung von Dampfkesseln ("Societat per a la Supervisió i Assegurança de Calderes de Vapor") el 6 de gener de 1866 a les sales de la Borsa de Mannheim. Va ser la primera societat d'inspecció del continent europeu. Altres estats i regions alemanyes van seguir l'exemple.
Aquestes organitzacions regionals independents de supervisió en forma d'associacions van tenir tant d'èxit en la prevenció d'accidents que, a partir de 1871, la pertinença a una associació d'aquest tipus les eximia de la inspecció d'un inspector estatal. Les Dampfkessel-Überwachungs- und Revisions-Vereine (DÜV) regionals, com a organitzacions d'autoajuda d'operadors de calderes de vapor, van ser, doncs, un exemple primerenc d'una privatització molt reeixida de les inspeccions anteriorment estatals. Com que van tenir tant d'èxit en la prevenció d'accidents en el camp en ràpid desenvolupament de la tecnologia de calderes de vapor, més tard també se'ls va confiar la realització d'inspeccions de seguretat en altres camps tècnics, incloses les proves periòdiques de vehicles de motor, així com les proves de permisos de conduir.

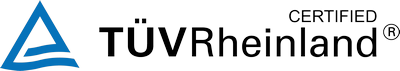
El logotip de TÜV Rheinland Certified.

Tots els grups TÜV que van sorgir d'aquestes arrels comunes utilitzen la marca "TÜV" i un sufix regional (per exemple, TÜV SÜD, TÜV Rheinland, TÜV Nord, TÜV Saarland, TÜV Thüringen, TÜV Austria) als seus noms. Competeixen entre ells i amb altres actors del mercat en algunes àrees (vegeu més amunt).
Amb el temps, els TÜV individuals es van convertir en corporacions multinacionals i van arribar a proporcionar serveis a la indústria, governs, particulars i grups sense ànim de lucre. Durant les dècades del 1980 i del 1990, la desregulació va conduir a la competència en la indústria alemanya d'inspecció i certificació, i es va produir una major desregulació a finals del 2007.
El 2007, TÜV Nord i TÜV SÜD van acordar una fusió, cosa que hauria creat una empresa amb 18.000 empleats i unes vendes d'uns 1.800 milions d'euros; tanmateix, les empreses van cancel·lar la fusió aquell mateix any, al·legant possibles dificultats amb la integració, així com restriccions que haurien estat requerides per la llei antimonopoli. El 2008, TÜV SÜD i TÜV Rheinland van acordar una fusió, cosa que hauria creat la segona empresa de serveis de proves més gran del món, darrere de SGS SA; l'empresa combinada hauria tingut uns 25.000 empleats i 2.200 milions d'euros d'ingressos. Aquests plans van ser abandonats de nou a l'agost a causa de preocupacions antimonopoli. TÜV Nord tenia més d'11.000 empleats destinats a tot el món el 2020.

Logotip de TÜV Süd

## Responsabilitats i estructura
Tots els TÜV realitzen tasques sobiranes en els camps de la supervisió de vehicles, els permisos de conduir i la seguretat dels equips i els productes. A més, els TÜV funcionen com a organismes notificats a Europa per a la regulació de dispositius mèdics.
Tota empresa que utilitza la paraula "TÜV" al seu nom és propietat, com a mínim, en un 25,1%, d'una "Technischer Überwachungs-Verein e. V." (Associació d'Inspecció Tècnica), que és una organització no governamental de la comunitat empresarial alemanya i a la qual l'estat li ha confiat les tasques sobiranes especificades ("Conveni TÜV").
Com a resultat de la desregulació i la liberalització, l'antiga responsabilitat regional a Alemanya s'ha abolit en la majoria d'àrees de treball. En aquestes àrees, així com en el sector no regulat, les empreses operen de manera independent al mercat i competeixen entre si. En moltes àrees, com ara la certificació de productes i la certificació de sistemes de gestió, estan representades a tot el món per filials.
Les organitzacions que imiten TÜV també s'han establert fora del món germanòfon. TÜV India, que és una filial de TÜV Nord, opera a l'Índia des del 1989. Les oficines de TÜV també operen a Turquia des del 2007. L'operador és TÜVtürk, una filial de TÜV SÜD.

### TÜV Hessen
TÜV Hessen (TÜV Technische Überwachung Hessen GmbH) té la seu a Darmstadt. Segons els seus orígens, l'empresa és una organització d'assajos purament tècnics, però centrada en els assajos i la certificació, ara opera en un ampli camp dins de la indústria de serveis. Actualment dóna feina a unes 1350 persones i va generar unes vendes anuals d'uns 157 milions d'euros durant l'exercici fiscal 2019. TÜV Hessen ha estat propietat en un 55% de TÜV Süd AG i en un 45% de l'estat de Hesse des del 1999.

### TÜV SÜD
TÜV SÜD AG és una societat holding de gestió amb un 74,9% de les accions propietat de TÜV SÜD eV (associació registrada) i un 25,1% propietat de la Fundació TÜV SÜD. El 2021, va generar unes vendes anuals de 2.700 milions d'euros amb més de 25.000 empleats. A juny de 2022, TÜV SÜD tenia més de 1.000 ubicacions a Alemanya, Europa, Amèrica i Àsia. Al voltant del 40% de les vendes es generen a l'estranger.

### TÜV Nord
TÜV NORD AG té la seu a Hannover. Les seves principals tasques són les proves i la certificació en les àrees de negoci de la indústria, l'automoció, els recursos humans i l'educació. Com a societat anònima, l'empresa es va fundar el 2004. Les accions de l'empresa són en mans de TÜV NORD e. V. (36,1%), RWTÜV e. V. (36,1%) i TÜV Hannover/Sachsen-Anhalt e. V. (27,8%).

### TÜV Saarland
TÜV Saarland va sorgir de la Pfälzischer Dampfkessel-Revisions-Verein (Associació d'Auditoria de Calderes de Vapor del Palatinat) fundada el 1871 i té la seu a Sulzbach. El president del Consell de TÜV Saarland és Thomas Klein. TÜV Saarland Holding GmbH és propietat del 74,9% de TÜV Saarland eV i del 25,1% de la Fundació TÜV Saarland. Els directors generals de TÜV Saarland Holding GmbH són Carsten Schubert (portaveu) i Thorsten Greiner.

### TÜV Thüringen
TÜV Thüringen té la seu a Erfurt. TÜV Thüringen està constituït com un grup d'empreses i competeix amb les altres organitzacions de proves. El grup d'empreses TÜV Thüringen té el seu enfocament principal al centre d'Alemanya i opera a tota Alemanya i a tot el món. Té més de 1.000 empleats en deu ubicacions a Alemanya, així com nombroses instal·lacions de proves d'automòbils en dotze països.

### TÜV Rheinland
TÜV Rheinland AG té la seu a Colònia. TÜV Rheinland opera com a organització d'assajos tècnics en les àrees de seguretat, eficiència i qualitat. El president del consell executiu de TÜV Rheinland AG és Michael Fübi, el president del consell de supervisió és Michael Hüther. L'únic accionista de TÜV Rheinland AG és TÜV Rheinland Berlin Brandenburg Pfalz e. V. Amb 19.924 empleats, TÜV Rheinland va generar unes vendes d'1.970 milions d'euros i uns beneficis abans d'interessos i impostos de 130,6 milions d'euros el 2017. Pel que fa a les vendes, el 45 per cent va ser atribuïble a negocis fora d'Alemanya. 11.420 empleats treballen fora d'Alemanya, 8.504 a Alemanya. DIN CERTCO és l'organisme de certificació del Grup TÜV Rheinland i és l'organisme de certificació per a l'emissió de les marques DIN i altres marques de certificació.

### TÜV Àustria
A Àustria, TÜV Austria, que es remunta a la seva fundació com a associació de monitorització el 1872, ha evolucionat fins a convertir-se en el grup TÜV Austria, amb una activitat internacional.

## La marca "TÜV"
La marca "TÜV" és una marca registrada altament reconeixible protegida en benefici d'aquestes organitzacions de proves i de la VdTÜV. És un actiu valuós de les empreses de proves TÜV.
"TÜV" es va fer conegut pel públic en general principalment a través de la inspecció general. A Alemanya, el terme "TÜV" s'utilitza informalment per designar el procediment obligatori d'inspecció de vehicles biennal o triennal (similar al terme "MOT" al Regne Unit, per exemple, portes el teu cotxe "al TÜV", tot i que les inspeccions de vehicles ara també les inspecciona sovint una altra organització com ara Dekra, KÜS o GTÜ, ja que l'antic monopoli d'aquesta inspecció fa temps que s'ha dissolt).
A més, "TÜV-geprüft" significa col·loquialment un segell de qualitat per a proves tècniques realitzades per una empresa TÜV (vegeu més amunt). La designació "TÜV-tested" només la pot utilitzar una associació d'inspecció tècnica o una filial. Qualsevol altra cosa seria enganyar els consumidors o competència deslleial. Aquest segell de qualitat també s'està abusant cada cop més mitjançant la falsificació.
Com que "el TÜV" gaudeix d'una gran reputació de neutralitat i experiència a Alemanya i Àustria, però ara també a tot el món, i té un alt grau de reconeixement, la designació s'aplica en llenguatge col·loquial a moltes àrees problemàtiques socials i greuges quan hi ha demandes de control i transparència (per exemple, "TÜV de burocràcia", "TÜV d'escola", "TÜV d'esdeveniments").